# Fernon Wibier
Fernon Wibier (Dedemsvaart, 25 febbraio 1971) è un ex tennista olandese.

## Carriera
In carriera ha vinto un titolo di doppio. In doppio ha raggiunto la 42ª posizione della classifica ATP, mentre in singolare ha raggiunto il 126º posto.

## Statistiche

### Doppio

#### Vittorie (1)
| Numero | Anno           | Torneo                | Superficie | Compagno         | Avversari in finale        | Punteggio     |
| 1.     | 13 giugno 1994 | Ordina Open, Rosmalen | Erba       | Stephen Noteboom | Diego Nargiso Peter Nyborg | 6–3, 1-6, 7–6 |

### Doppio

#### Finali perse (3)
| Numero | Anno            | Torneo                                | Superficie  | Compagno       | Avversari in finale              | Punteggio     |
| 1.     | 22 ottobre 1995 | China Open, Pechino                   | Sintetico   | Dick Norman    | Tommy Ho Sébastien Lareau        | 6-7, 6-7      |
| 2.     | 20 luglio 1997  | Legg Mason Tennis Classic, Washington | Cemento     | Neville Godwin | Luke Jensen Murphy Jensen        | 4-6, 4-6      |
| 3.     | 13 aprile 1998  | Estoril Open, Lisbona                 | Terra rossa | David Roditi   | Donald Johnson Francisco Montana | 1-6, 6-2, 1-6 |